# Asiagomphus
Asiagomphus é um género de libelinha da família Gomphidae.
Este género contém as seguintes espécies:
- Asiagomphus yayeyamensis